# NGC 3794
NGC 3794，在NGC天體表中又被编为NGC 3804，是大熊座的一个低表面亮度星系。NGC 3794距离地球约6847万光年，1789年4月14日由威廉·赫歇爾首次发现。